# Titus lugens
Genre
Espèce
Titus lugens, unique représentant du genre Titus, est une espèce d'araignées aranéomorphes de la famille des Gnaphosidae.

## Distribution
Cette espèce est endémique du Zimbabwe.

## Publication originale
- O. Pickard-Cambridge, 1901 : On some new and interesting exotic spiders collected by Messrs G. A. K. Marshall and R. Sheflord. Proceedings of the Zoological Society of London, vol. 1899, p. 11-16 (texte intégral).